# 王朝の陰謀 闇の四天王と黄金のドラゴン
『王朝の陰謀 闇の四天王と黄金のドラゴン』（おうちょうのいんぼう やみのしてんのうとおうごんのどらごん、原題：狄仁杰之四大天王）は、2018年の中国映画。
『王朝の陰謀 判事ディーと人体発火怪奇事件』『ライズ・オブ・シードラゴン 謎の鉄の爪』に続く、ツイ・ハーク監督のシリーズ第3作。

## キャスト
※括弧内は日本語吹替。
- 判事ディー・レンチェ（狄仁傑）：マーク・チャオ（緑川光）
- 司法長官ユーチ・ジェンジン（尉遅真金）：ウィリアム・フォン（内田夕夜）
- 医官シャトー・チョン（沙陀忠）：ケニー・リン（置鮎龍太郎）
- 水月（シュイユエ）：マー・スーチュン（喜多村英梨）
- 皇后・則天武后：カリーナ・ラウ（安原麗子）
- ユエンツォー（円測）大師：イーサン・ルアン（高橋広樹）
- 皇帝・高宗：盛鑑

- 日本語吹替版その他：佐々健太、中村和正、杉山滋美、峰晃弘、石狩勇気、関口雄吾、阿部大樹
- 日本語吹替版制作スタッフ 演出：市来満、翻訳：田辺佳子、制作：EARLY WING

## スタッフ
- 監督：ツイ・ハーク
- 脚本：ツイ・ハーク、チャン・チァルー
- 撮影：チョイ・ソンファイ
- アクション監督：ラム・フォン
- 美術：赤塚佳仁
- 音楽：川井憲次